# Pallavolo ai Giochi della XXII Olimpiade - Torneo maschile
Il V torneo maschile di pallavolo ai Giochi olimpici si è svolto dal 20 al 31 luglio 1980 a Mosca, nell'Unione Sovietica, durante i Giochi della XXII Olimpiade. Al torneo hanno partecipato 10 squadre nazionali e la vittoria finale è andata per la terza volta all'Unione Sovietica.

## Gironi
| Girone A                                             | Girone B                                 |
| ---------------------------------------------------- | ---------------------------------------- |
| Bulgaria Cecoslovacchia Cuba Italia Unione Sovietica | Brasile Jugoslavia Libia Polonia Romania |

## Fase finale

### Finali 1º e 3º posto
|  | Semifinali       | Semifinali       | Semifinali |          |                  | Finale 1º/2º posto | Finale 1º/2º posto | Finale 1º/2º posto |  |
|  |                  |                  |            |          |                  |                    |                    |                    |  |
|  | Unione Sovietica | Unione Sovietica | 3          |          |                  |                    |                    |                    |  |
|  | Unione Sovietica | Unione Sovietica | 3          |          |                  |                    |                    |                    |  |
|  | Romania          | Romania          | 0          |          |                  |                    |                    |                    |  |
|  | Romania          | Romania          | 0          |          | Unione Sovietica | Unione Sovietica   | 3                  |                    |  |
|  |                  |                  |            |          | Unione Sovietica | Unione Sovietica   | 3                  |                    |  |
|  |                  |                  | Bulgaria   | Bulgaria | 1                |                    |                    |                    |  |
|  | Bulgaria         | Bulgaria         | Bulgaria   | Bulgaria | 1                | 3                  |                    |                    |  |
|  | Bulgaria         | Bulgaria         |            |          |                  | 3                  |                    |                    |  |
|  | Polonia          | Polonia          | 0          |          |                  | Finale 3º/4º posto | Finale 3º/4º posto | Finale 3º/4º posto |  |
|  | Polonia          | Polonia          | 0          |          |                  |                    |                    |                    |  |
|  |                  |                  |            |          |                  |                    |                    |                    |  |
|  |                  |                  |            |          |                  | Polonia            | Polonia            | 1                  |  |
|  |                  |                  |            |          |                  | Polonia            | Polonia            | 1                  |  |
|  |                  |                  |            |          |                  | Romania            | Romania            | 3                  |  |

### Finali 5º e 7º posto
|  | Semifinali     | Semifinali     | Semifinali |            |         | Finale 5º/6º posto | Finale 5º/6º posto | Finale 5º/6º posto |  |
|  |                |                |            |            |         |                    |                    |                    |  |
|  | Cecoslovacchia | Cecoslovacchia | 0          |            |         |                    |                    |                    |  |
|  | Cecoslovacchia | Cecoslovacchia | 0          |            |         |                    |                    |                    |  |
|  | Brasile        | Brasile        | 3          |            |         |                    |                    |                    |  |
|  | Brasile        | Brasile        | 3          |            | Brasile | Brasile            | 3                  |                    |  |
|  |                |                |            |            | Brasile | Brasile            | 3                  |                    |  |
|  |                |                | Jugoslavia | Jugoslavia | 2       |                    |                    |                    |  |
|  | Cuba           | Cuba           | Jugoslavia | Jugoslavia | 2       | 2                  |                    |                    |  |
|  | Cuba           | Cuba           |            |            |         | 2                  |                    |                    |  |
|  | Jugoslavia     | Jugoslavia     | 3          |            |         | Finale 7º/8º posto | Finale 7º/8º posto | Finale 7º/8º posto |  |
|  | Jugoslavia     | Jugoslavia     | 3          |            |         |                    |                    |                    |  |
|  |                |                |            |            |         |                    |                    |                    |  |
|  |                |                |            |            |         | Cuba               | Cuba               | 3                  |  |
|  |                |                |            |            |         | Cuba               | Cuba               | 3                  |  |
|  |                |                |            |            |         | Cecoslovacchia     | Cecoslovacchia     | 1                  |  |

## Podio

### Campione
Formazione: 1 Jurij Pančenko, 2 Vjačeslav Zajcev, 3 Aleksandr Savin, 4 Vladimir Dorochov, 5 Aleksandr Ermilov, 6 Pāvels Seļivanovs, 7 Oleg Moliboga, 8 Vladimir Kondra, 9 Vladimir Černyšëv, 10 Fëdor Laščënov, 11 Valerij Krivov, 12 Vil'jar Loor, CT: Vjačeslav Platonov

### Secondo posto
Formazione: 1 Stojan Gunčev, 2 Hristo Stojanov, 3 Dimităr Zlatanov, 4 Dimităr Dimitrov, 5 Cano Canov, 6 Stefan Dimitrov, 7 Petko Petkov, 8 Mitko Todorov, 9 Kaspar Simeonov, 10 Emil Vălčev, 11 Hristo Iliev, 12 Jordan Angelov, CT: Todor Piperkov

### Terzo posto
Formazione: 1 Cornel Oros, 2 Laurențiu Dumănoiu, 3 Dan Gîrleanu, 4 Nicu Stoian, 5 Sorin Macavei, 6 Constantin Sterea, 7 Nicolae Pop, 8 Enescu Günther, 9 Corneliu Chifu, 10 Marius Chiţiga, CT: Nicolae Sotir

## Classifica finale
| Classifica | Squadre          | Qualificazione               |
| ---------- | ---------------- | ---------------------------- |
|            | Unione Sovietica | Giochi della XXIII Olimpiade |
|            | Bulgaria         |                              |
|            | Romania          |                              |
| 4          | Polonia          |                              |
| 5          | Brasile          |                              |
| 6          | Jugoslavia       |                              |
| 7          | Cuba             |                              |
| 8          | Cecoslovacchia   |                              |
| 9          | Italia           |                              |
| 10         | Libia            |                              |